# Vattenskidåkning

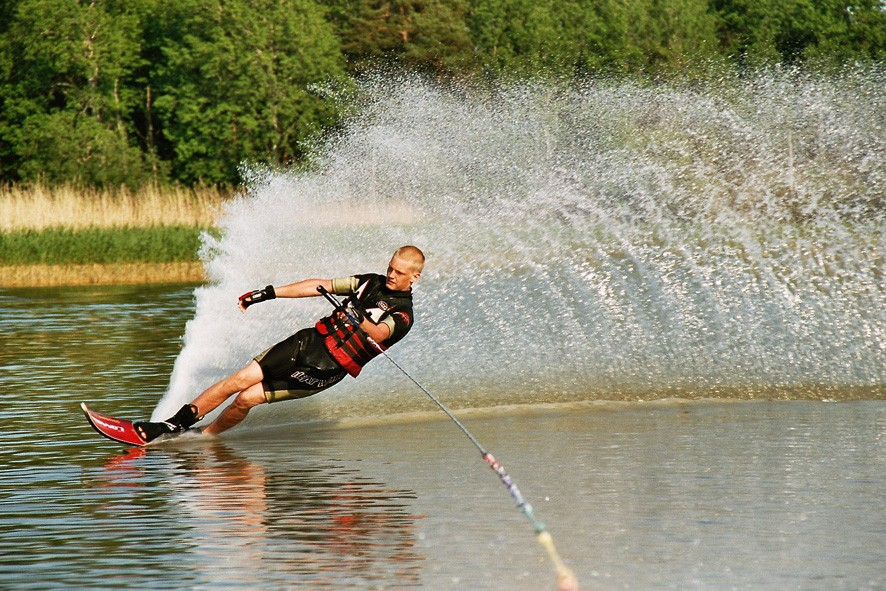
Slalomåkning sker på en skida

Vattenskidåkning är en sport där en utövare dras fram på öppet vatten stående på specialgjorda skidor för sporten. Den som åker vattenskidor håller i en lina som är fäst i en motorbåt, kallad dragbåten. Även varianter där dragning sker med flygplan, kraftdrake eller kabel fäst vid land förekommer.
För att kunna åka med vattenskidor krävs att dessa vattenplanar vilket uppnås av en hastighet på över 25 km/h med två skidor och över 35 km/h om man åker på enbart en skida.

## Grenar
När man tävlar i klassisk vattenskidåkning så finns grenarna slalom, trick och hopp samt kombination. Sedan 90-talet ingår även wakeboard under samma riksidrottsförbund som vattenskidor. 2010 ändrades namnet från Svenska Vattenskidförbundet (SVF) till Svenska Vattenskid- & Wakeboard Förbundet (SVWF). Under samma förbund ingår även barfotaåkning där man åker på bara fötterna i samma grenar som klassisk vattenskidåkning. 

### Slalom
Slalom åks på en bana med 6 bojar som skall rundas och efter varje passering höjs hastigheten och vid maxfart (Damer -55 km/h, Herrar -58 km/h) kortas draglinan. Så länge man rundar alla 6 bojar och åker igenom in- och utgångsportarna får man fortsätta. Den som klarar flest bojar på högst hastighet och kortast linlängd har vunnit. Halv- och kvartsboj räknas på ett föreskrivet sätt.

### Trick
Trickåkning åks valfritt på en eller två skidor, men alla (som åker lite mer) åker på en skida. Man har två passeringar på 20 sekunder på sig att göra så många och svåra trick som möjligt för att få så mycket poäng som möjligt. Det spelar ingen roll hur snyggt man gör tricken men de måste vara utförda korrekt och man kan bara få poäng för varje trick en gång (och oftast även samma trick omvänt). De svåraste tricken ger mest poäng. De riktigt snabba åkarna kan hinna med över 40 trick. Exempel på trick är olika sorters vändningar (180, 360, 540, 720), olika vändningar där man hoppar på vågen för att snurra i luften, olika vändningar med foten i linan och volter.

### Hopp
I hopp används två skidor. Man åker över en hoppramp som är 150, 165 eller 180 cm hög, och försöker att hoppa så långt som möjligt. Hopphöjd och maxhastighet för de olika klasserna är bestämda i reglerna. Hög fart och hög höjd ger längre hopp för de åkare som bemästrar rampen.

## Vattenskidåkning i Sverige
Sverige har en lång tradition med flera förbundsbildningar och under 1940-talet påbörjades organiseringsförsök på skilda håll med diverse kortlivade resultat och arrangemang. Sålunda avhölls ett första SM redan 1953. Efter tävlingarna 1960 uppkom behovet av ett fastare klubbsamarbete. De planerade tävlingarna hos Fengersfors Vattenskidklubb i Dalsland fick omändras till ett officiellt NM för att kunna locka deltagare från alla länderna i Norden och så uppkom bildandet av det nya Svenska Vattenskidförbundet som upptogs i Riksidrottsförbundet (RF) redan 1962 och alltjämt existerar, men nu namnändrat till Svenska Vattenskid- & Wakeboardförbundet. Antalet aktiva utövare understiger tio tusen åkare medan de oorganiserade kan räknas i hundratusental. Hur man använder vattenskidor som redskap skiljer sig alltså.

### Svenska Rekord vattenskidor
Herrar Open
| Klass/Gren | Namn               | Klubb      | Plats            | Datum      | Resultat       |
| ---------- | ------------------ | ---------- | ---------------- | ---------- | -------------- |
| Trick      | Michael Kjellander | Motala VSK | Örebro Sverige   | 1984-07-01 | 7 760 p        |
| Slalom     | Johan Efverström   | Gävle VSK  | Groveland, USA   | 2014-06-28 | 4,0/58/10,25 m |
| Hopp       | Daniel Efverström  | Gävle VSK  | Baton Rouge, USA | 2013-09-28 | 67,9 m         |

Damer Open
| Klass/Gren | Namn              | Klubb        | Plats             | Datum      | Resultat       |
| ---------- | ----------------- | ------------ | ----------------- | ---------- | -------------- |
| Trick      | Helena Kjellander | Motala VSK   | Milano, Italien   | 1984-09-14 | 6 970 p        |
| Slalom     | Hanna Edebäck     | VSK Svanen   | Sunset Lakes, USA | 2016-07-30 | 3,0/55/10,75 m |
| Hopp       | Lisa Francke      | Bromölla VSK | Groveland, USA    | 2013-05-20 | 52,3 m         |

## Världsrekord vattenskidor
Herrar Open
| Klass/Gren | Namn            | Nationalitet | Plats         | Datum      | Resultat      |
| ---------- | --------------- | ------------ | ------------- | ---------- | ------------- |
| Trick      | Alexi Zharnasek | Belarus      | Florida USA   | 2011-04-29 | 12 570 p      |
| Slalom     | Nate Smith      | USA          | Louisiana USA | 2013-09-07 | 2,5/58/9,75 m |
| Hopp       | Freddy Krueger  | USA          | Florida, USA  | 2014-05-01 | 76,2 m        |

Damer Open
| Klass/Gren | Namn            | Klubb      | Plats        | Datum      | Resultat       |
| ---------- | --------------- | ---------- | ------------ | ---------- | -------------- |
| Trick      | Anna Gay        | USA        | Florida USA  | 2016-10-14 | 10 610 p       |
| Slalom     | Regina Jaquess  | USA        | Florida, USA | 2016-11-05 | 3,5/55/10,25 m |
| Hopp       | Jacinta Carroll | Australien | Florida, USA | 2016-09-27 | 60,3 m         |